# Лепосавич
Лепосавич (серб. Лепосавић) — міське поселення та центр однойменної общини в Сербії (Косові), яке розташоване в північній частині Республіки Косово та належить до адміністративного округу Косовська Митровиця. Населення за підрахунком 2011 року — 3702 особи.
Площа кадастрового муніципалітету Лепосавич, де розташоване поселення, становить 1400 га.

## Історія
Назва Лепосавич походить від однойменного села, з якого прийшли корінні жителі, яке розташоване в околицях Андрієвиці. Колись один рід, що втік від турків і осів на цьому місці, розділився на чотирьох: Недельковичі, Милоєвичі, Радосавлєвічі та Євремовичі. Неделькович, Радосавлєвич і Євремович оселилися в Уліє, а Мілоєвич залишився в Лепосавичі. Трохи пізніше Васичі і Джоковичі оселилися в Лепосавичі, а Мілановичі оселилися в районі Лепосавської річки.
Над Лепосавічем, з північного боку, на пагорбі є сліди старої цвинтарної церкви, стіни якої висотою один метр, побудованої з тесаного вапняку, присвяченої Успінню св. Богородиці.
Друга церква була присвячена святу Вербної неділі — В'їзду Христового в Єрусалим. У Другу світову війну на руїнах цієї церкви німці та білогвардійці збудували бункер.
Новіша церква в Лепосавичі побудована в 1935 році на фундаменті старішої церкви. Вона присвячена Розп'яттю Христовому, і в народі відома як Велика п'ятниця. У самому центрі поселення храм, присвячений св. Василію Острозькому.
Перший житловий будинок з п'ятьма квартирами соціальної власності в Лепосавичі побудований в 1957 році. Серед перших побудованих будівель були будівлі СО Лепосавић, міліції, будівля муніципального суду та пошти. У період після 1961 року і до сьогодні в Лепосавичі засновано численні соціальні підприємства : ДД Флотација Копаоник, ДДО Храст, Пролетер, Прва петолетка, АД Кристал, АД Житопродукт, ШГ Ибар, ДУП Копаоник, ЈКП 24. новембар.